# Samolot Wróbla
Samolot Wróbla – amatorski samolot zbudowany w 1910 roku przez opolanina o nazwisku Wróbel. Był to drugi po samolocie Warchałowskiego samolot zbudowany przez Polaka.

## Historia
Wiosną 1910 roku opolanin o nazwisku Wróbel zbudował napędzany 25-konnym silnikiem górnopłat, wzorowany na niemieckim górnopłacie z 1909 roku zbudowanym przez Hansa Grade'a. Na samolocie odbyto szereg lotów, ale nie są znane jego osiągi. Pomiędzy 19 a 23 czerwca 1910 roku samolot był pokazywany na Wystawie Śląskiego Klubu Pilotów we Wrocławiu. Był to drugi po samolocie Warchałowskiego samolot zbudowany przez Polaka.

## Opis konstrukcji
Był to jednomiejscowy, jednosilnikowy, drewniany górnopłat. Kadłub miał konstrukcję belkową. Fotel pilota i koło sterowe znajdowały się pomiędzy skrzydłem a podwoziem. Samolot miał podwozie klasyczne z płozą ogonową.
Płat samolotu miał konstrukcję wielodźwigarową, krytą płótnem, był dodatkowo usztywniony drutami. Sterowanie samolotu odbywało się przez zwichrzanie końców płata.
Napęd samolotu stanowił 3-cylindrowy silnik w układzie W typu Wunderlish o mocy 25 KM z drewnianym, dwupłatowym śmigłem ciągnącym.